# Acianthera lepidota
Acianthera lepidota är en orkidéart som först beskrevs av Louis Otho Otto Williams, och fick sitt nu gällande namn av Alec M. Pridgeon och Mark W. Chase. Acianthera lepidota ingår i släktet Acianthera och familjen orkidéer. Inga underarter finns listade i Catalogue of Life.